# Henry Maitland Wilson

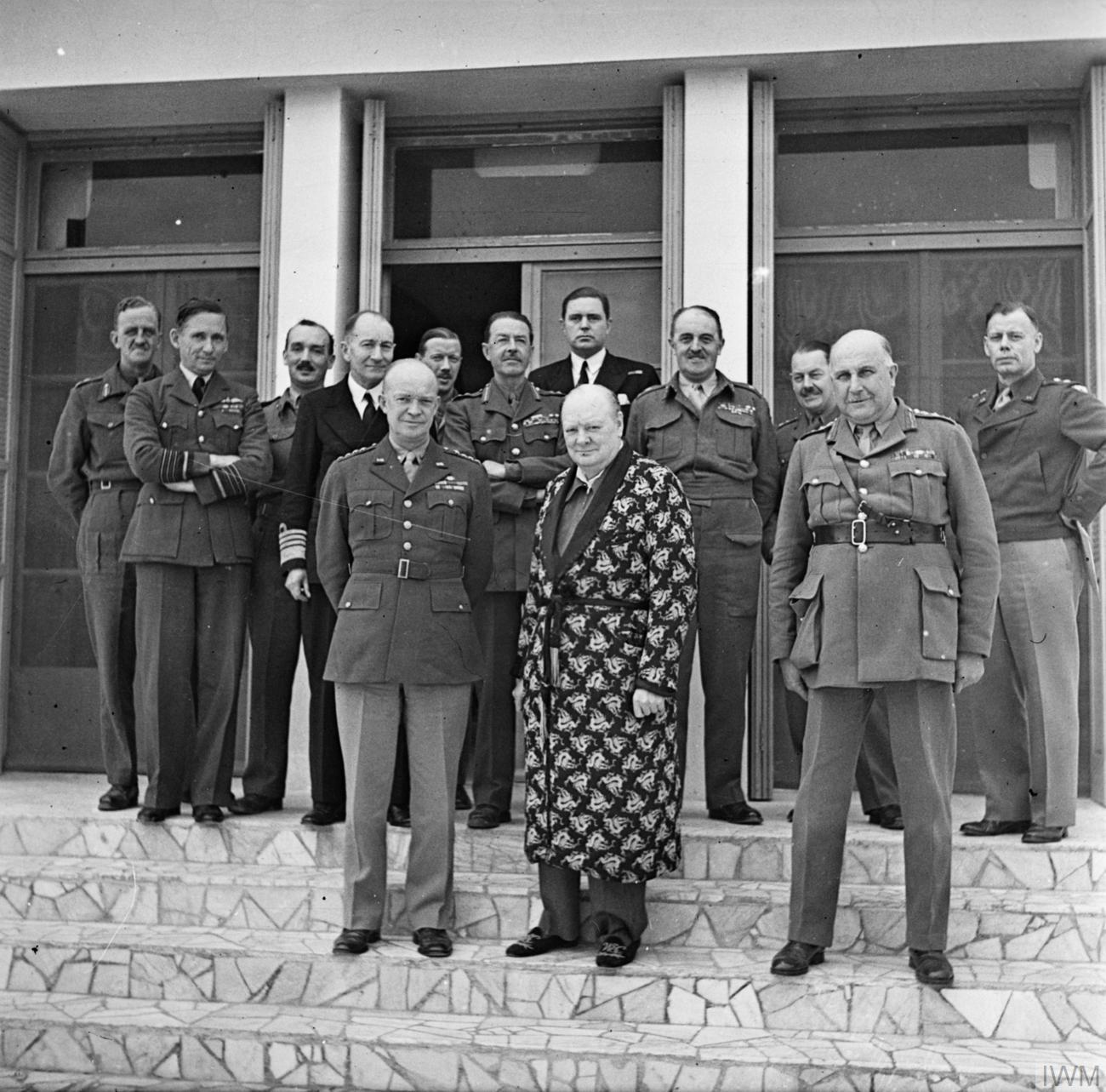
Wilson (stoi w pierwszym rzędzie, pierwszy z prawej) z premierem Winstonem Churchillem (w szlafroku) i gen. Dwightem Eisenhowerem (w pierwszym rzędzie, pierwszy z lewej) w Tunezji, 1943

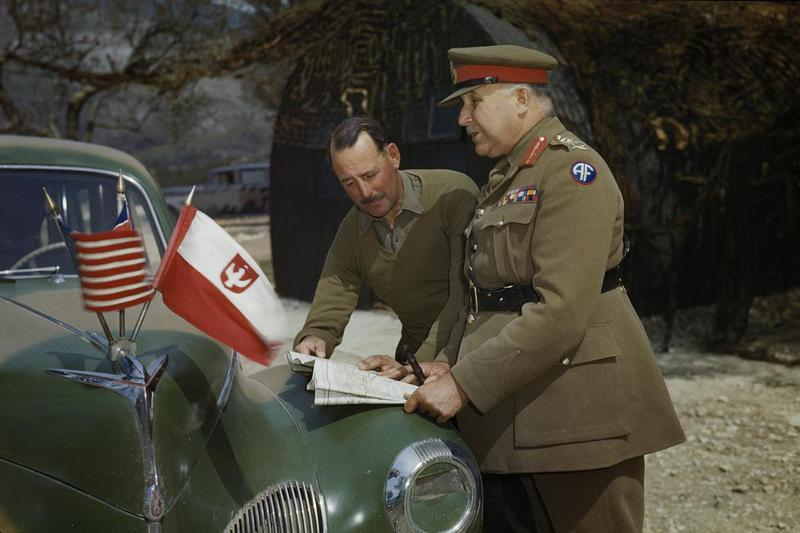
Wilson w rozmowie z generałem Oliverem Leese (1944)

Henry Maitland Wilson (ur. 5 września 1881 w Stowlangtoft, zm. 31 grudnia 1964) – brytyjski marszałek polny, uczestnik obu wojen światowych.

## Życiorys
Urodził się 5 września 1881 roku w Stowlantoft w hrabstwie Suffolk, jako syn właściciela ziemskiego i zarazem oficera Arthura Maitlanda Wilsona. Kształcił się w Eron College, a następnie w akademii wojskowej Sandhurst. Po jej ukończeniu w 1900 roku rozpoczął służbę w armii. Wkrótce znalazł się w Afryce Południowej, gdzie wziął udział w drugiej wojnie burskiej. Za zasługi w czasie tego konfliktu został dwukrotnie odznaczony. W 1908 roku promowano go na stopień kapitana i skierowano go do Irlandii, gdzie w 1911 roku został adiutantem w Oxford Officer Training Corps (OTC).
Po rozpoczęciu I wojny światowej jako major irlandzkiej 16 Dywizji Piechoty otrzymał skierowanie do Francji. Początkowo, w czasie walk nad Sommą, znajdował się w sztabie 41 Dywizji Piechoty. Później trafił do sztabu XIX Korpusu. W październiku 1917 roku został przeniesiony do sztabu dywizji nowozelandzkiej. Za udział w wojnie odznaczono go orderem Distinguished Service Order (DSO).
Po zakończeniu I wojny światowej trafił na kurs sztabowy w Camberley i spędził jakiś czas w Sandhurst, ale został odesłany do macierzystego pułku. Do 1930 roku służył w peryferyjnych garnizonach. Po powrocie do Camberley zajmował się opracowaniem współdziałania między piechotą zmotoryzowaną i oddziałami pancernymi. Stworzył koncepcję batalionu zmotoryzowanego. W czerwcu 1939 roku został wysłany do Egiptu jako General Officer Commanding wojsk brytyjskich w tym kraju. Jednocześnie mianowano go doradcą wojskowym państw na Bliskim Wschodzie i nad Zatoką Perską. Jego sztab znajdował się w Kairze, a następnie w Aleksandrii. W ramach porozumienia zawartego w 1936 roku z rządem egipskim miał w razie wojny przejąć nadzór nad armią tego kraju. Zorganizował na terenie Egiptu siły brytyjskie, złożone z dywizji pancernej (późniejsza 7 Dywizja Pancerna) i ośmiu batalionów piechoty, rozmieszczone w rejonie Mersa Matruh. Kiedy dowódcą wojsk brytyjskich na Bliskim Wschodzie został gen. Archibald Wavell, Wilson objął dowództwo indyjskiej 4 Dywizji Piechoty i części australijskiej 6 Dywizji Piechoty. Brał aktywny udział w formowaniu Western Desert Force. Jednocześnie musiał zapewnić spokój na zapleczu tej armii, ponieważ władze egipskie zaczęły wyraźnie sprzyjać państwom Osi.
Kiedy 10 czerwca 1940 roku faszystowskie Włochy przystąpiły do wojny, atakując Egipt, natychmiast rozkazał przygotować kontrofensywę przeciwko sąsiadującej, włoskiej kolonii, Libii. Został jednak zmuszony do odwrotu przez przeważające siły włoskie. Przeprowadzona dopiero w grudniu kontrofensywa, znana jako operacja Compass, doprowadziła do zajęcia Cyrenajki, której gubernatorem mianowano Wilsona. Ponieważ istniała możliwość, że Niemcy zaatakują Grecję, Wilson został dowódcą sił ekspedycyjnych wysłanych do tego kraju. Mimo klęski na skutek niemieckiej inwazji, udało mu się ewakuować część wojsk na Kretę. Następnie powierzono mu dowództwo sił alianckich, które brały udział w zajmowaniu Syrii i Libanu bronionych przez wojska wierne rządowi Vichy. W grudniu 1941 roku Wilson otrzymał dowództwo 9 Armii stacjonującej w Syrii i Palestynie. W następnym roku przewidywano go na dowódcę 8 Armii, a po objęciu tej funkcji przez gen. Bernarda Montgomery'ego wysłano go do Iraku i Persji. Po wyparciu sił Osi z Afryki objął dowodzenie wojskami brytyjskimi na Bliskim Wschodzie. We wrześniu 1943 zorganizował zakończoną niepowodzeniem operację desantową na kilku greckich wyspach i był z tego powodu mocno krytykowany. Nie przeszkodziło to jednak w mianowaniu go w styczniu 1944 roku dowódcą wojsk alianckich we wschodnim rejonie Morza Śródziemnego. W grudniu 1944 został wysłany do Waszyngtonu jako Chief of the British Joint Staff Mission (szef przedstawicielstwa brytyjskich połączonych sztabów). Funkcję tę sprawował do 22 kwietnia 1947. Wkrótce po przybyciu do USA, mianowano go marszałkiem polnym.
W styczniu 1946 roku otrzymał tytuł barona (pierwszy baron Wilson). W latach 1955–1960 był komendantem zamku Tower w Londynie. Zmarł 31 grudnia 1964 roku. Nosił przydomek „Jumbo”.

## Odznaczenia
- Krzyż Wielki Orderu Łaźni (1944)[1]
- Krzyż Wielki Orderu Imperium Brytyjskiego (1941)[2]
- Order Wybitnej Służby (1916)[3]
- Krzyż Srebrny Orderu Virtuti Militari (Polska, 1944)[4]
- Krzyż Wojenny (Grecja, 1942)[5]
- Komandor Legii Zasługi (USA, 1946)[6]
- Medal Sił Lądowych za Wybitną Służbę (USA, 1946)[7]